# Obzor (grad)
Obzor je gradić u Bugarskoj, na obali Crnog mora, s nešto preko 2091 stanovnika.